# 1935
Cette page concerne l'année 1935 (MCMXXXV en chiffres romains) du calendrier grégorien.
L'année 1935 est une année commune qui commence un mardi.

## En bref
- 7 janvier : accords de Rome.
- 14 avril : conférence de Stresa.
- 15 avril : signature du pacte Roerich.
- 15 septembre : lois de Nuremberg.
- 3 octobre : début de la seconde guerre italo-éthiopienne.

## Événements

### Afrique

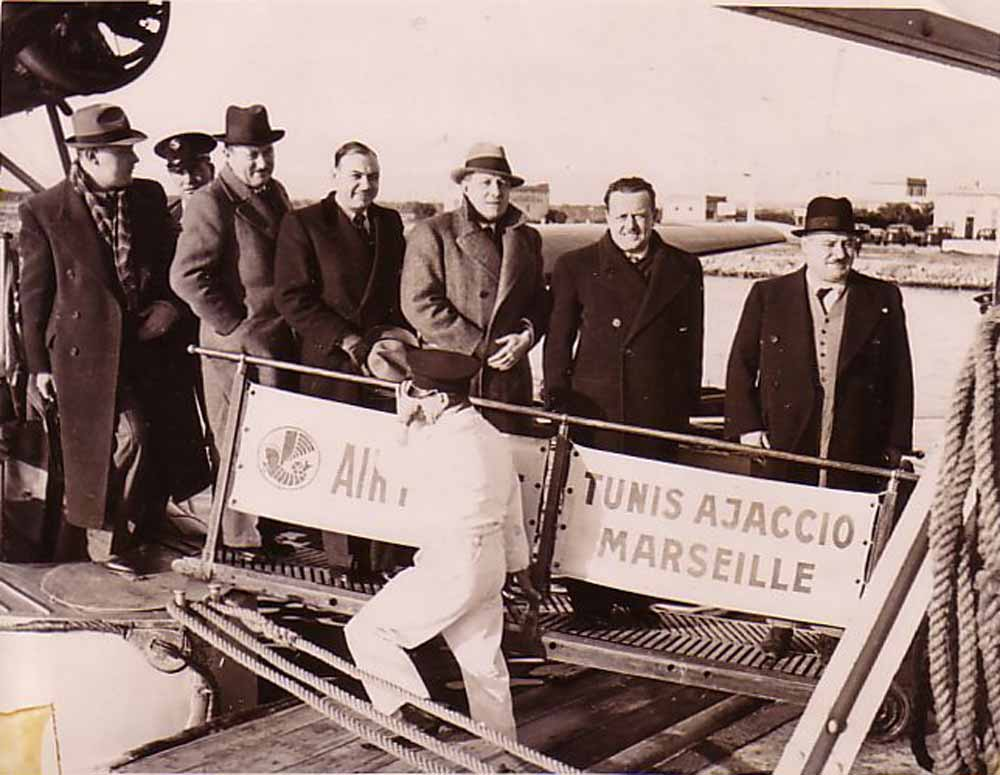
Avril : inauguration de la ligne aérienne Tunis-Ajaccio-Marseille

- 7 janvier : accords de Rome - La France cède à l’Italie des territoires au sud de la Libye et en Somalie et lui accorde une participation dans le chemin de fer Djibouti-Addis-Abeba. En contrepartie, Rome renonce au statut privilégié de ses ressortissants en Tunisie[1].

- 30 mars : le gouvernement français adopte le « décret Régnier » autorisant l’État à réprimer et interdire toute manifestation dirigée contre la nation et la souveraineté française en Algérie[2].

- 2 avril : liaison aérienne Alger-Paris[3].

- 22 - 28 mai : grève dans les mines de cuivre du Copperbelt en Rhodésie du Nord (Mufulira, Nkana, Luanshya. Trente-huit ouvriers sont tués ou blessés par la police[4].

- 28 juillet : manifeste de l’International African Friends of Abyssinia (en), créé à Londres, qui demande à la Société des Nations de prendre des mesures contre l’Italie qui a envahi l’Éthiopie[5].

- 8 août : un arrêté du Conseil d’État assimile la langue arabe  en Algérie française à une langue étrangère[6].
- 3 octobre : sous prétexte d’un incident de frontière à Ual-Ual (Welwel) près de la Somalie, les Italiens de Pietro Badoglio envahissent l’Éthiopie[1]. Début de la guerre italo-éthiopienne (fin en 1936). La Guerre d’Éthiopie est accompagnée d’une campagne de propagande italienne contre les intérêts britanniques dans le monde arabe[7].

- 9 octobre : ligne aérienne Alger-Tananarive[8].
- 16 octobre : la Dépêche algérienne publie la « circulaire Barthel », adressée aux communistes d'Algérie. Elle fait scandale dans la presse européenne en proclamant : « La nation française n’est pas la nation du peuple d’Algérie, c’est une nation étrangère au peuple d’Algérie, c’est la nation oppresseuse, c’est la nation de l’impérialisme qui (…) s’est annexée l’Algérie et qui courbe sous l’esclavage la nation algérienne »[9].

- 2 novembre : prise de Qorahe (Qorahay) dans l’Ogaden par les Italiens[10].
- 8 novembre : prise de Mekele dans le Tigré par les Italiens[1].
- 18 novembre : La SDN condamne l’Italie et prend des sanctions[11].

- La France installe une base secrète d’essais d’armes chimiques et biologiques dans l’oued Namous, près de Beni Ounif, en Algérie (plus tard base secrète B2-Namous)[12].
- Les colonies portugaises sont proclamées par l’Estado Novo de Salazar comme « partie intégrante du Portugal »[13].

### Amérique
- 4 janvier : aux États-Unis, le président Roosevelt présente au Congrès son message annuel sur l’état de l’Union[14]. Il lance les nouveaux « cents jours » dans le cadre d’un « Second New Deal ».
- 28 janvier : émeutes et grèves à Saint Kitts (Antilles)[15].

- 7 juin : victoire paraguayenne sur la Bolivie à la bataille d’Ingavi[16].

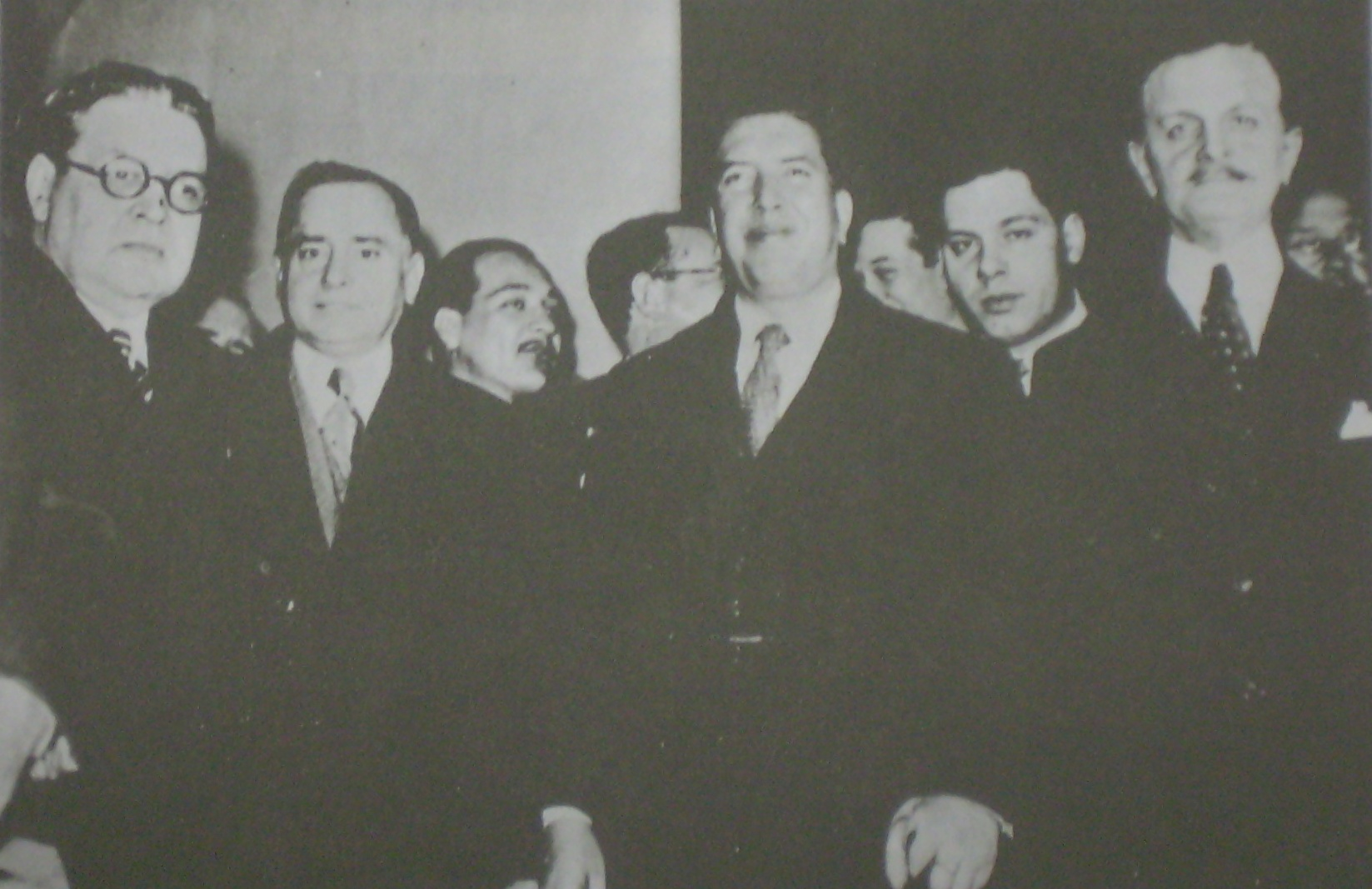
EE. Martínez Thedy (Uruguay), Luis A. Riart (Paraguay), Tomás M. Elío (Bolivie) et Carlos Saavedra Lamas (Argentine) lors des négociations de la Paz del Chaco.

- 14 juin : armistice entre le Paraguay et la Bolivie, qui perd le territoire du Chaco (en) (225 000 km2)[17]. Fin de la guerre du Chaco (traité de paix en 1938).

- 23 octobre : début de la grève des ouvriers de la construction en Argentine qui devient générale le 7 janvier 1936[18]. La répression provoque la mort de six ouvriers. Création de la Fédération ouvrière nationale de la construction (FONC) en Argentine, qui revendique 58 000 adhérents en 1936[19].

- 23-27 novembre : Intentona Comunista. Le parti communiste brésilien déclenche un soulèvement militaire contre le régime de Getúlio Vargas. Déclenché le 23 à Natal, le 24 à Récife, le soulèvement éclate le 27 à Rio. Vargas décrète l’État de siège et anéanti l’opposition de gauche[20].

- 17 décembre : mort de Juan Vicente Gómez après vingt-sept ans de dictature. Eleazar López Contreras, président du Venezuela (fin le 5 mai 1941)[21].

### Asie
- 15-17 janvier : conférence de Zunyi en Chine. Mao Zedong est nommé président du comité central du Parti communiste chinois, durant la « Longue Marche »[22]. Il avance vers le nord. Les forces de Tchang Kaï-chek marchent vers le Sichuan[23].

- 2 mars, Thaïlande : le roi Prachadhipok abdique en faveur de son neveu, le prince Ananda Mahidol (fin en 1946)[24].

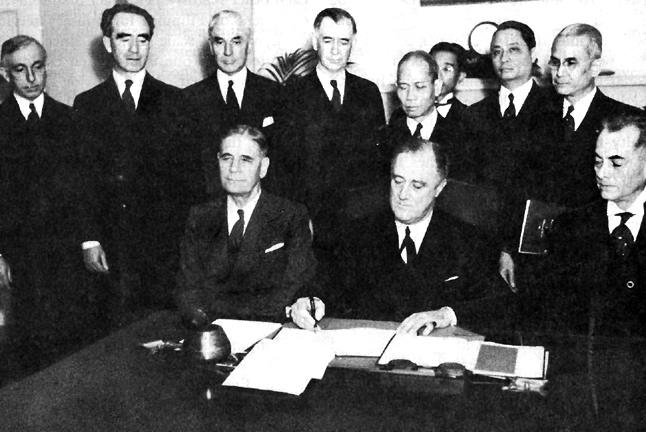
23 mars : Franklin D. Roosevelt signe la constitution du Commonwealth des Philippines.

- 30 mai : un tremblement de terre de magnitude 7,5 fait 50 000 victimes à Quetta au Pakistan[26].

- 10 juin : accord He-Umezu ; la Chine reconnait la neutralité des provinces orientales du Hebei et du Chahar, toutes les deux occupées par l’empire du Japon[27].

- 2 août : le Government of India Act de 1935 accorde à l’Inde un statut de fédération[28]. Le Parlement du Royaume-Uni adopte un projet constitutionnel qui ne sera que partiellement réalisé : fédération des provinces et des États princiers, une partie des pouvoirs transférée à des ministres indiens responsables, les finances et la défense restant du ressort du vice-roi. Le système de la dyarchie est supprimé dans les provinces et des ministres responsables devant les assemblées reçoivent les prérogatives des provinces. En avril 1937, la Birmanie est séparée de l’Inde britannique et est dotée d’un gouvernement autonome.

- 1er octobre : promulgation d’un Code civil et commercial en Thaïlande[29]. Interdiction de la polygamie[30].
- 20 octobre : l’Armée rouge chinoise atteint le Shaanxi[31]. Fin de la « Longue Marche », exode de 12 000 km du sud vers le nord. Mao fonde à Yan’an une nouvelle république soviétique où le marxisme est adapté à la Chine.

### Proche-Orient
- 25 janvier : conférence des Oulemas de Palestine, sous la présidence du Hadj Amin al-Husseini, à Jérusalem. Elle publie un décret (fatwa) contre la vente de terres aux Juifs[32].
- Janvier : révolte des tribus de l’Euphrate contre la conscription en Irak. Yassin al-Hachimi cherche d’abord à négocier puis envoie l’armée réprimer le mouvement[33].

- 17 mars, Irak : un gouvernement de coalition est formé par Yasin al-Hashimi avec Rashid Ali comme ministre de l’intérieur et Nuri Sa’id aux Affaires étrangères[34]. Une opposition se forme autour d’un groupe réformateur, la Jama’at al-Ahali qui prône des réformes sociales et économiques.
- 21 mars : la Perse prend le nom d’Iran[35].
- 23 mars, Irak : un mémorandum, la  « Charte du peuple » est adressé au roi Ghazi Ier par le chef religieux chiite Mohamed Hussein Kachef al Ghata ; il présente au gouvernement de Bagdad une série de réformes politiques[36].

- Août - octobre : les forces irakiennes matent une rébellion kurde en août puis s’en prennent en octobre à la petite communauté des Yézidis (musulmans hétérodoxes)[33]. Le gouvernement devient de plus en plus autoritaire et étouffe les mouvements d’opposition.

- 16 octobre : saisie d’une cargaison d’armes, cachées dans des barils de ciment destiné à un importateur juif, dans le port de Jaffa[37]. La découverte de ces armes, destinées à la Haganah, provoque une vive émotion chez les arabes qui organisent le 26 octobre une grève générale. Un chef religieux, Izz al-Din al-Qassam, organise une révolte. Le 7 novembre, ses hommes tuent un sergent de police juif dans la région de Gilboa[38].

- 13 novembre : manifestations des étudiants pour le rétablissement de la Constitution de 1923 en Égypte ; le Wafd demande la démission de  Nasim Pacha et appelle las Égyptiens à refuser toute collaboration avec les Britanniques ; le 10 décembre, un Front national est créé, regroupant toutes les forces politiques du pays[39].
- 20 novembre : Izz al-Din al-Qassam, favorable au déclenchement d’une révolte arabes en Palestine mandataire, est abattu par les Britanniques avec trois de ses compagnons[38]. Il devient un martyr de la cause palestinienne.
- 25 novembre : à la suite de l’arrivée de Juifs provoquée par la prise de pouvoir de Hitler en Allemagne en 1933 (60 000 en 1935), la majorité des organisations politiques arabes palestiniennes unies autour du mufti Amin al-Husseini, s’adressent à la puissance mandataire pour réclamer l’arrêt immédiat de l’immigration juive et des transferts de terres arabes aux Juifs, ainsi que la mise en place d’un gouvernement démocratique en Palestine[40]. Le haut-commissaire britannique propose la formation d’un conseil législatif, aussitôt rejeté par les sionistes. La question est débattue au Parlement du Royaume-Uni durant l’hiver 1936. Sous la pression des sionistes, le gouvernement retire son projet de conseil, accepte la poursuite de l’immigration et invite une délégation palestinienne à Londres. Les partis politiques arabes, divisés, ne parviennent pas à constituer la délégation.

- 12 décembre, Égypte : le roi Fouad Ier décrète le rétablissement de la Constitution de 1923[39]. Le Royaume-Uni, qui cherche à normaliser la vie politique égyptienne, accepte le rétablissement de la constitution et la conclusion d’un nouveau traitéFouad Ier accepte cette évolution. Le Wafd devient, sous la direction de Nahhas pacha, un parti populiste n’hésitant pas à recourir à des actions brutales. En décembre 1935 il se dote d’une milice paramilitaire, les « Chemises bleues »  (al-Qumsan al-Zarqa).

### Europe
- 7 janvier : accords de Rome. Pierre Laval visite Rome et signe avec Mussolini des accords concernant le statut des Italiens du Protectorat de Tunisie, les frontières coloniales et l’indépendance de l’Autriche[1].
- 22 janvier : dictature du roi Boris III en Bulgarie[41].
- 26 février : Robert Watson-Watt et son assistant Arnold Wilkins démontrent l’efficacité de leur prototype de radar à un membre du comité sur la défense du Royaume-Uni[42]. Ceci amène la construction de la Chain Home, le premier réseau opérationnel de radars au monde.

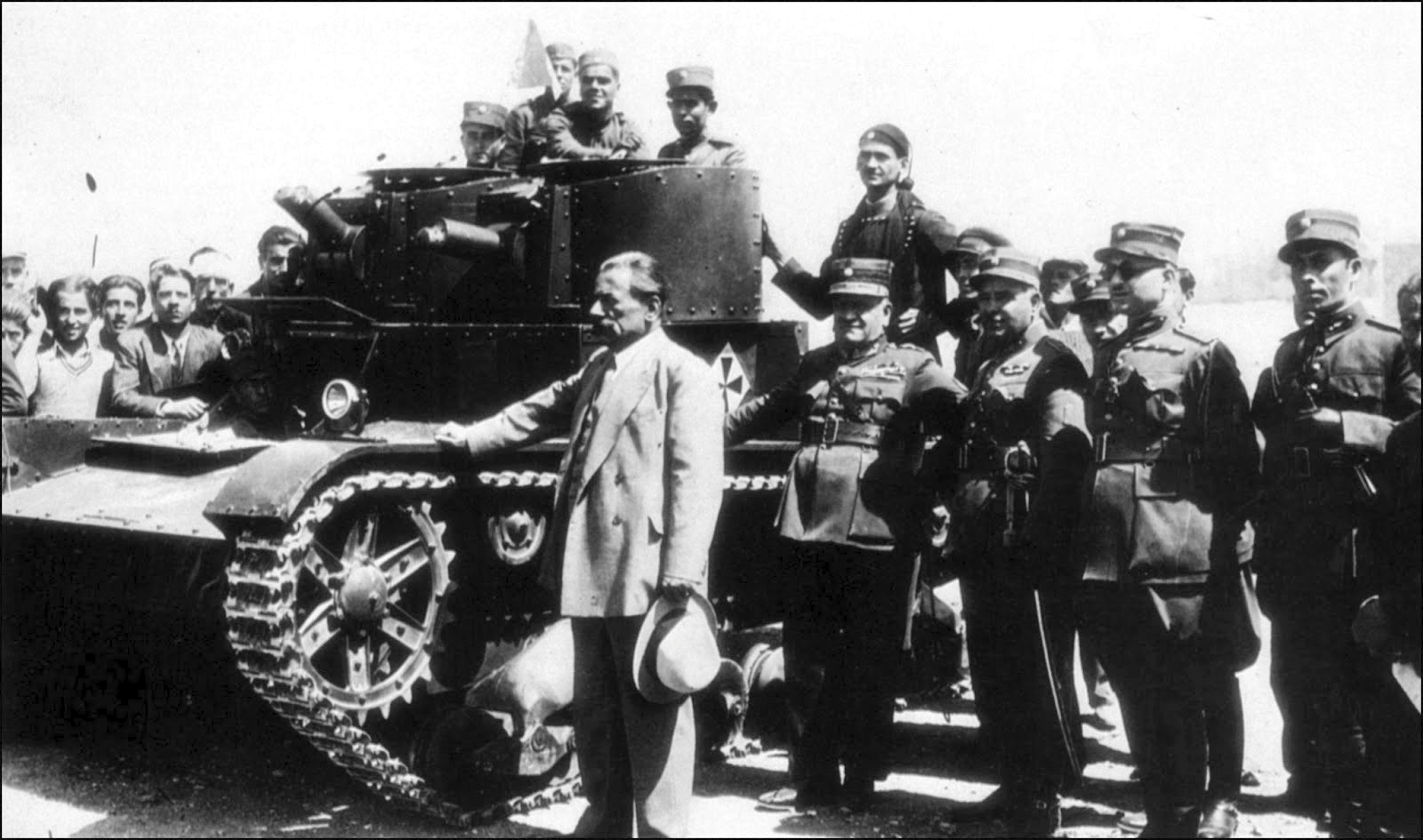
Kondýlis un peu avant la tentative de coup d’État en Grèce.

- 1er mars : échec d’une tentative de coup d’État des officiers venizélistes contre le gouvernement du monarchiste modéré Panagis Tsaldaris en Grèce, après la défection du général Kondýlis ; le mouvement est durement réprimé (état de siège et censure)[43].
- 20 mars : Johan Nygaardsvold forme le second gouvernement travailliste en Norvège[44]. Il réalise d’importantes réformes.
- 25 mars : gouvernement d’union nationale formé par Paul Van Zeeland en Belgique[45].
- 31 mars-7 avril : le parti de l’unité nationale (Gyula Gömbös) remporte 170 sièges sur 245 aux législatives en Hongrie[46].

- 14 avril : conférence de Stresa - L’Italie, la France et le Royaume-Uni forment un front commun contre la violation par l’Allemagne du traité de Versailles (rétablissement de la conscription) et la menace d’Anschluss en Autriche[47].

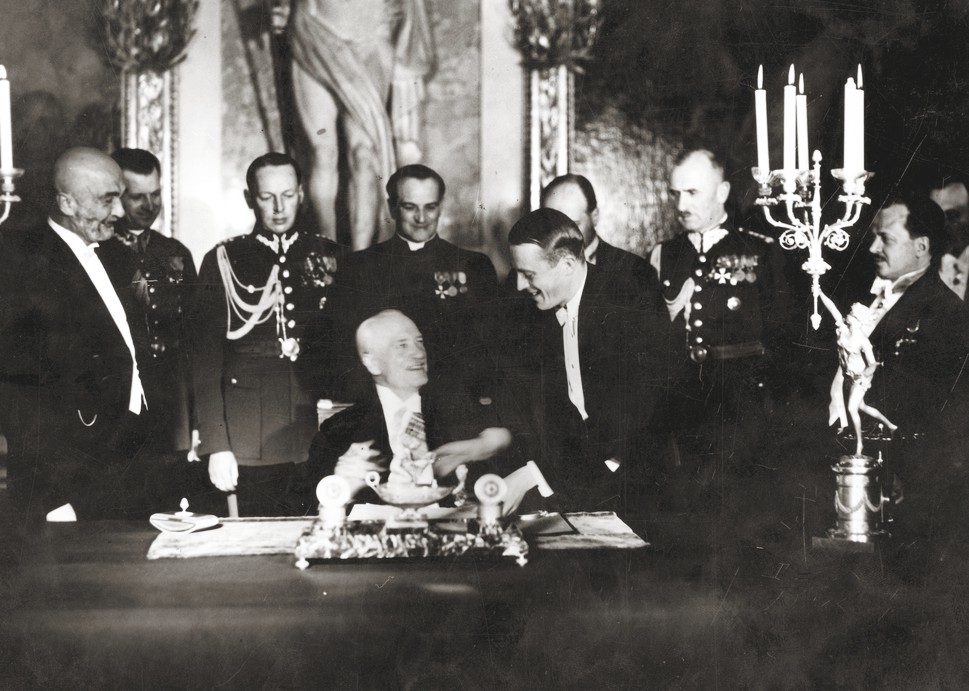
23 avril : le président Ignacy Mościcki signe la constitution polonaise

- 23 avril : nouvelle constitution en Pologne approuvée par référendum le 2 juin. Elle instaure un régime présidentiel autoritaire[48]
- 27 avril : ouverture de l’Exposition universelle de Bruxelles[49].

- 2 mai : le président du Conseil français Pierre Laval signe avec l’ambassadeur soviétique un accord d’assistance mutuelle[50].
- 6 mai
  - Espagne : Lerroux forme un nouveau gouvernement avec participation majoritaire de la CEDA ; Gil-Robles devint ministre de la guerre[51].
  - célébration au Royaume-Uni du jubilé d’argent du couronnement de George V[52]. Apparition à cette occasion  des premières Red telephone box, les fameuses cabines rouges dessinées par Sir Giles Scott[53].

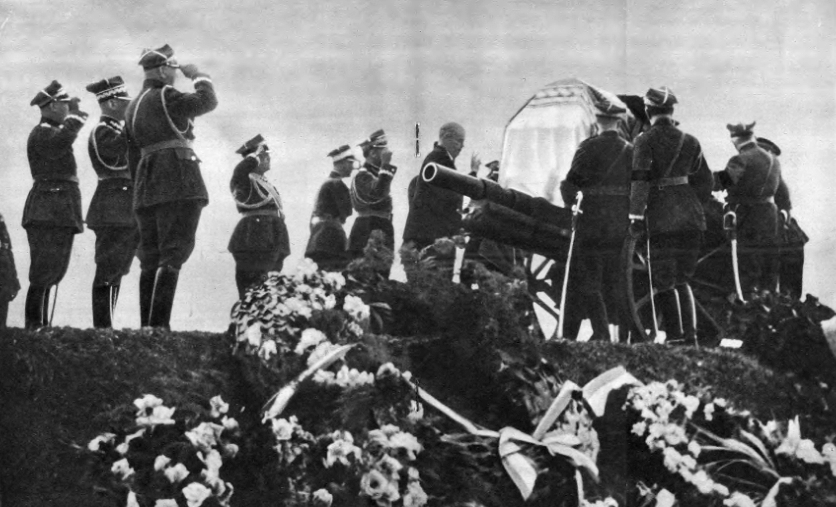
Funérailles de Józef Piłsudski à Cracovie.

- 12 mai : mort à Varsovie de Józef Piłsudski, au pouvoir en Pologne depuis 1926. Le régime autoritaire des colonels se maintient jusqu’en 1939 avec le président Mościcki, Rydz-Śmigły, inspecteur-général des armées, et Beck, ministre des Affaires étrangères[54].
- 13 mai, Espagne : Franco est nommé chef d’État major en Espagne[51].
- 15 mai : inauguration du métro de Moscou[55].

- 16 mai : pacte d’alliance mutuelle entre la Tchécoslovaquie et l’Union soviétique[50].
- 19 mai : aux élections législatives en Tchécoslovaquie, le Parti allemand des Sudètes, parti pronazi de Konrad Henlein fondé en 1933, devient la première force politique avec 15,2 % des suffrages et 44 sièges sur 300, dont près des deux-tiers de l’électorat allemand[56].

- 2 juin : le peuple suisse rejette à 56,5 % l’initiative populaire « pour combattre la crise économique et ses effets » proposé le 30 novembre 1934 par les syndicats de travailleurs, les socialistes et divers organismes économiques et sociaux[57].
- 3 juin : le paquebot Normandie remporte le Ruban Bleu avec une vitesse moyenne de 29,98 nœuds.
- 4-25 juin : XIXe Conférence internationale du travail à Genève avec les représentants de 48 états[58]. Les principales questions abordées sont les congés payés, le chômage des jeunes, l’emploi des femmes aux travaux souterrains et la réduction hebdomadaire du travail à 40 heures. Finalement très peu d’avancées sociales.
- 7 juin : début du ministère de coalition de Stanley Baldwin, Premier ministre du Royaume-Uni (fin en 1937)[59].
- 9 juin : élections législatives en Grèce, boycottées par les libéraux venizélistes qui protestent contre le maintien de la loi martiale et la censure. La coalition du Parti populaire et du général Kondýlis obtient 65 % des suffrages  sur 300, l’Alliance monarchiste conduite par Metaxás 14,80 % et cinq sièges[43].
- 18 juin : torpillant les dispositions du traité de Versailles et le front antihitlérien établi à Stresa, un traité naval germano-britannique est signé entre Ribbentrop et les Britanniques. Le Royaume-Uni, sans se concerter avec ses Alliés, autorise le Troisième Reich à disposer d’une flotte de guerre allemande au tonnage limité à 35 % de celui de la marine Britannique la Grande-Bretagne[60].
- 27 juin : publication d’un sondage pour la Paix (the Peace Ballot), réalisé par la SDN au Royaume-Uni[61] ; 92 % des onze millions de personnes interrogées se déclarent favorables à un désarmement général, 93 % souhaitent l’interdiction du commerce des armes, un quart d’entre elles sont hostiles au recours à des sanctions militaires en cas d’agression d’un pays contre un autre.

- 14 juillet :
  - Royaume de Roumanie : le Parti national agrarien du poète Octavian Goga, antisémite et nationaliste, s’allie avec la Ligue de Défense nationale chrétienne d’Alexandru C. Cuza pour constituer le Parti national chrétien[62].
  - en France, de grandes manifestations unitaires marquent la constitution du Front populaire[63].
- 25 juillet - 21 août : le VIIe congrès du Komintern adopte la tactique du « front populaire »[64].

- 29 août : Astrid, reine des Belges, se tue dans un accident de voiture près de Lucerne (Suisse)[65].
- 31 août : naissance du stakhanovisme en Union soviétique avec la « performance » de l’ouvrier Alekseï Stakhanov[66].

- 8-15 septembre : élections législatives polonaises. Les candidats d’opposition boycottent le scrutin[67].
- 19 septembre : le scandale du Straperlo participe à la chute du gouvernement Lerroux en Espagne , Joaquín Chapaprieta forme un gouvernement le 25 septembre avec l’appui de la CEDA et des Agrariens[51].

- 3 octobre : l’Italie entreprend une guerre coloniale en Éthiopie. Le Royaume-Uni condamne cette agression et demande des sanctions. En France, Pierre Laval cherche à ménager et le Royaume-Uni et l’Italie et limite les sanctions économiques. Il mécontente les deux pays[50].
- 4 octobre : manifeste des intellectuels français pour la défense de l’Occident et la paix en Europe[68].
- 10 octobre : en Grèce, le premier ministre Panagis Tsaldaris est renversé par un coup de force militaire. La république est abolie par la Vouli et le général Kondýlis, ancien républicain, est déclaré régent[43].
- 20 octobre : important rassemblement de la gauche espagnole à Comillas, près de Madrid. Discours prononcé par Manuel Azaña devant 200 000 à 400 000 personnes[51].
- 22 octobre : élections législatives danoises marquées par une avance du Parti socialiste au pouvoir qui obtient 10 % de voix de plus qu’à la précédente consultation[69].

- 3 novembre : la monarchie est restaurée par plébiscite en Grèce avec le roi Georges II de Grèce, de retour le 24 novembre. Il rétablit la constitution de 1911[43].
- 14 novembre, Royaume-Uni : les conservateurs gardent la majorité aux élections législatives avec 386 sièges. Les travaillistes de Clement Attlee progressent (154 sièges)[70].
- 18 novembre : la Société des Nations adopte des sanctions limitées contre l’Italie qui a envahi l’Éthiopie. Les rationnements frappent les Italiens dès 1935[71].

- 14 décembre, Espagne : Manuel Portela forme un gouvernement de centre droit sans la CEDA[51].
- 18 décembre : Edvard Beneš élu président de la Tchécoslovaquie (fin en 1938).

- 23 mars : révision constitutionnelle au Portugal ; l’assemblée perd toute initiative en matière financière. Elle permet au gouvernement de légiférer par décret-loi, en cas d’urgence, puis (le 17 septembre 1945) chaque fois qu’il le juge utile[72],[73].

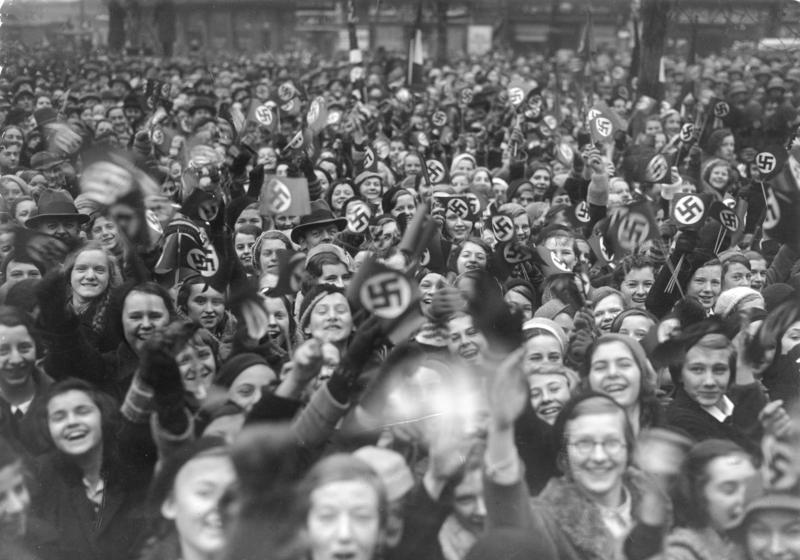
13 janvier : référendum sur le statut de la Sarre

#### Allemagne

15 septembre : adoption du drapeau à croix gammée

- 13 janvier : référendum dans le territoire du Bassin de la Sarre ; 90,8 % de Sarrois sont favorables au rattachement à l’Allemagne - La France permet à l’Allemagne de récupérer, dès le 1er mars la Sarre qui était sous tutelle de la Société des Nations depuis 1919[74].

- 10 mars : création de la Luftwaffe (armée de l’air allemande)[75].
- 16 mars : réarmement de l’Allemagne. Le chancelier Adolf Hitler proclame la souveraineté de l’Allemagne en matière de défense en violation du traité de Versailles et rétablit le service militaire obligatoire, sans qu’aucun pays ne proteste[47]. La Reichswehr devient la Wehrmacht. À la fin de l’année, le programme de réarmement en Allemagne est compromis car l’industrie ne dispose de réserves de capitaux que pour un ou deux mois[76].
- 22 mars : premier programme régulier de télévision dans un pays européen diffusé à partir de la maison de la radio à Berlin[77].

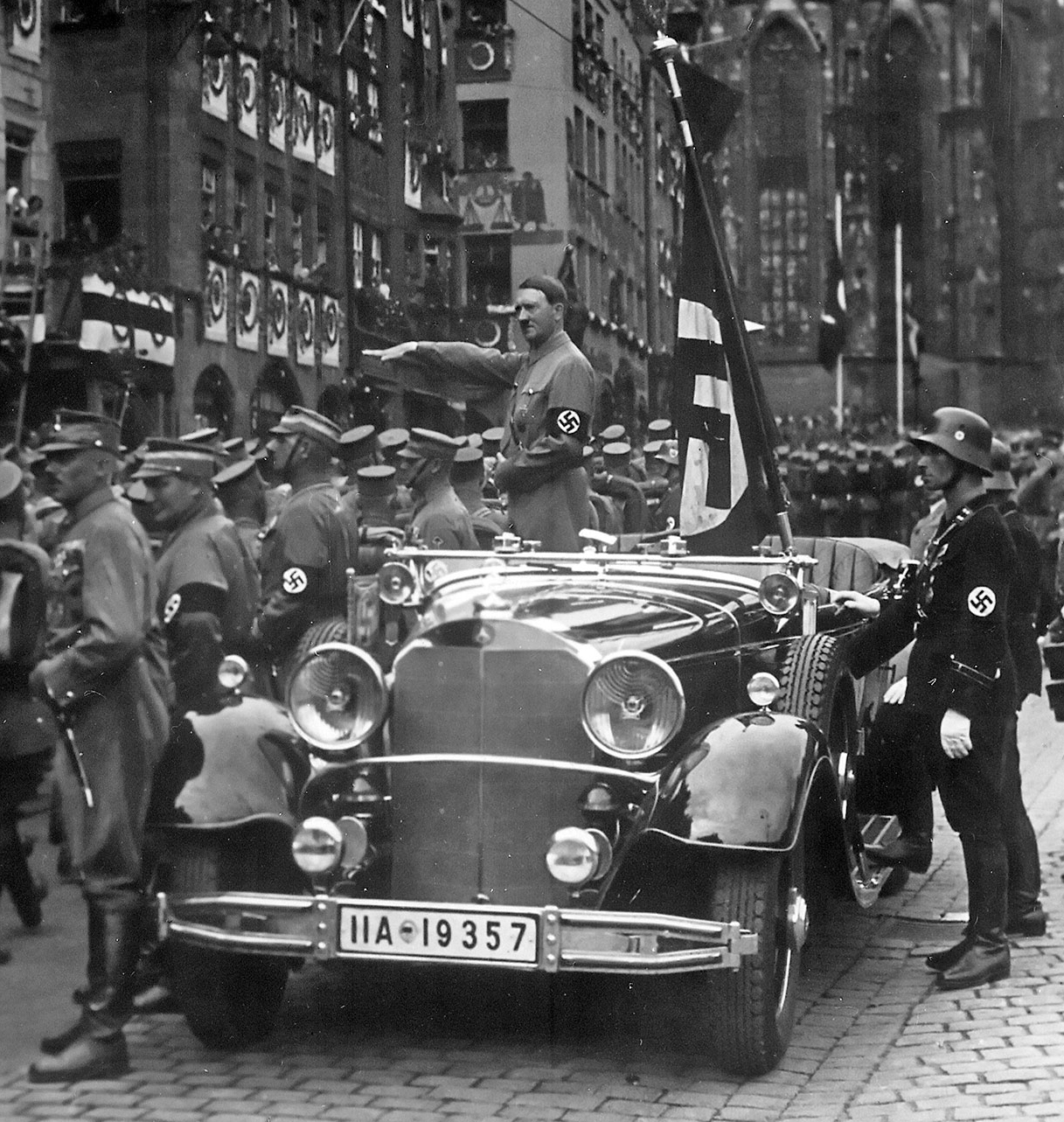
Septembre : parade des SA devant Hitler à Nuremberg

- 18 juin : accord naval anglo-allemand[47] et lancement du premier sous-marin allemand depuis la Première Guerre mondiale.
- 26 juin : le Service du travail (Reichsarbeitsdienst) devient obligatoire : la jeunesse allemande (des deux sexes) doit se rassembler dans des camps pour construire des routes, des casernes, des logements ou travailler dans les champs, ce qui dote l’Allemagne d’une main-d’œuvre gratuite[78].

- 13 juillet : dissolution et confiscation des biens des associations de Témoins de Jéhovah[79].

- 17 août : dissolution des ordres francs-maçons en Allemagne[80].

- 15 septembre : adoption des Lois de Nuremberg discriminatoires racialement à l’encontre des Juifs en les privant de leur citoyenneté et de leurs droits politiques[81]. Adoption du drapeau à croix gammée (ou swastika) comme drapeau national du Reich allemand[82].